# Петков, Минчо
Минчо Петков (род. 3 февраля 1961) — болгарский самбист, серебряный призёр мемориала Анатолия Харлампиева в 1989 году, серебряный призёр чемпионата Европы 1986 года по самбо в Ленинграде, серебряный (1987) и бронзовый (1988, 1993) призёр чемпионатов мира по самбо. Выступал в тяжёлой весовой категории (свыше 100 кг). Проживал в селе Троян, где основал спортивный клуб по самбо и дзюдо.